# Segundo Storni

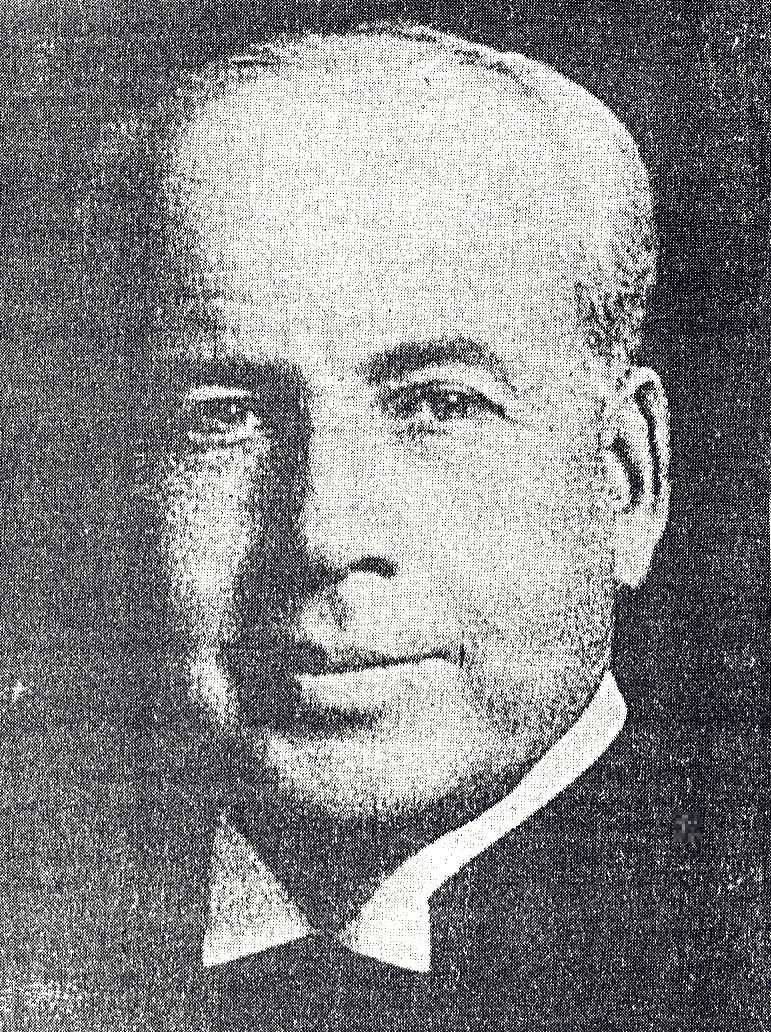
Segundo Storni

Segundo Storni, född 1 juli 1876 i Tucumán, Argentina, död 4 december 1954, var en argentinsk sjöofficer och politiker, som uppnådde amirals grad och under tre månader 1943 var Argentinas utrikesminister.
Segundo Storni avlade examen vid Argentinas sjökrigsskola 1894. År 1916 ledde han två anföranden, också utgivna i bokform, som formulerade Argentinas krav på suveränitet över alla naturresurser på landets kontinentalsockel. Under 1930-talet ingick han i en grupp officerare som arbetade för etablerandet av en inhemsk försvarsindustri. Han bidrog även till grundandet av ett oceanografiskt institut i Mar del Plata.
Efter statskuppen 4 juni 1943, då Argentinas president avsattes, blev Storni utrikesminister. Argentina hade dittills ställt sig neutralt till de stridande parterna i  andra världskriget och därför gått miste om bidrag från USA, som kommit andra sydamerikanska stater till del. Storni förordade en USA-vänligare politik och hade i hemlighet kontakt med USA:s utrikesminister Cordell Hull. Då USA avslöjade detta för att sätta press på Argentinas regering, blev Storni tvungen att avgå och den neutrala linjen bibehölls.

## Eftermäle

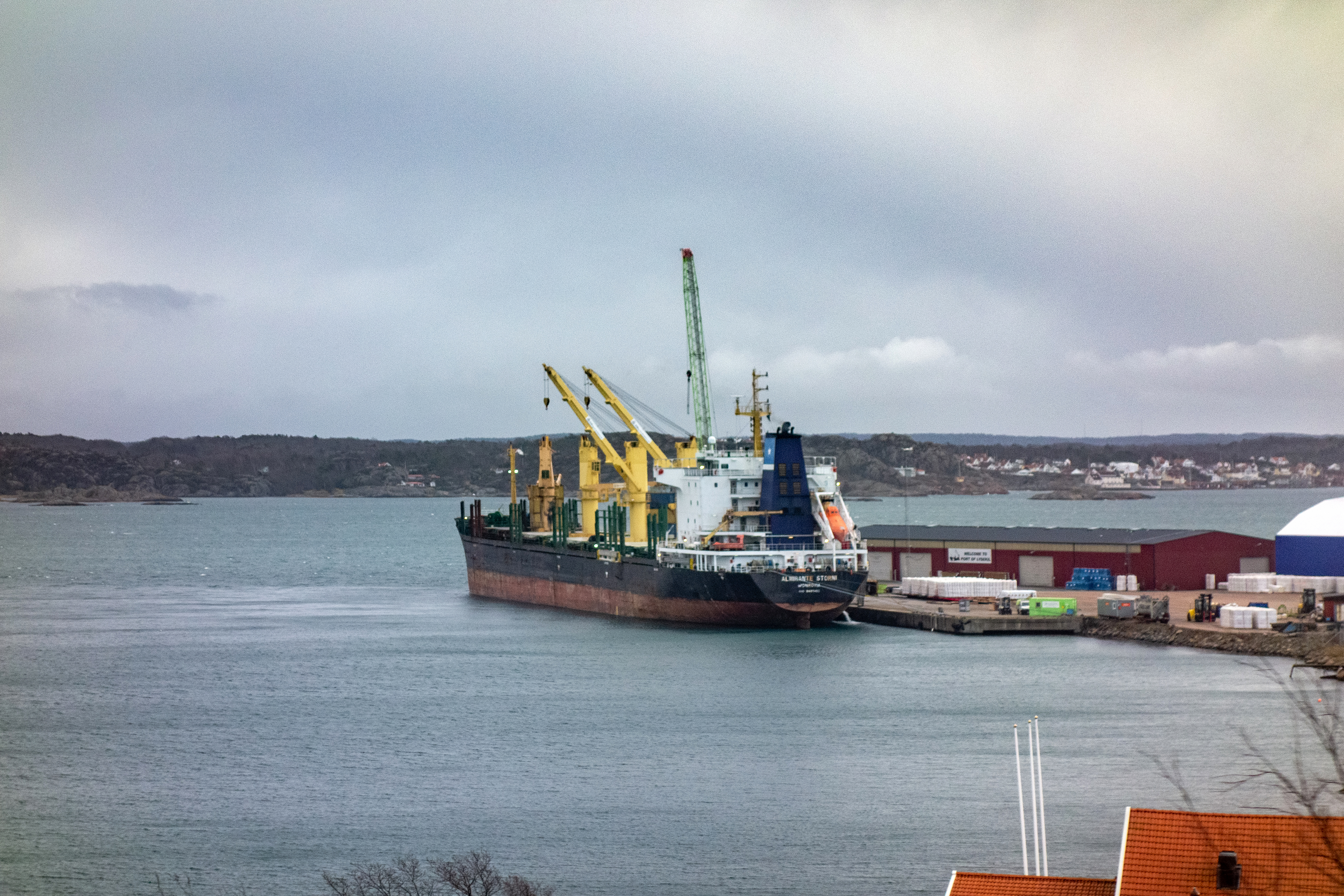
Almirante Storni efter branden, vid kaj i Lysekil där lasten av virke lossades och lagrades på Grötö

På grund av sin betydelse som nationalistisk politiker har Stornis namn dels knutits till en sjömilitär gymnasieskola Almirante Storni i Posadas, huvudstad i Misiones-provinsen, dels till flera fartyg med detta namn. Ett av dessa är det Liberia-registrerade lastfartyget Almirante Storni, som i december 2021 hade en svårsläckt brand i lasten vid Vinga utanför Göteborg.